# هامبورغ (مقاطعة فيرنون)
هامبورغ، مقاطعة فيرنون (بالإنجليزية: Hamburg, Vernon County, Wisconsin)‏ هي بلدة تقع بولاية ويسكونسن في الولايات المتحدة. تبلغ مساحتها 92.8 (كم²)، وترتفع عن سطح البحر 307 م، بلغ عدد سكانها 848 نسمة في عام 2000 حسب إحصاء مكتب تعداد الولايات المتحدة وتصل الكثافة السكانية فيها 9.1 نسمة/كم2.

## وصلات خارجية
- The US50 - Cities and Towns in Wisconsin State
- Wisconsin Cities and Towns, Facts, Map, Flag, Colleges, Government, and More